# Trichoniscus crassipes
Trichoniscus crassipes là một loài chân đều trong họ Trichoniscidae. Loài này được Verhoeff miêu tả khoa học năm 1939.